# Layton (Utah)
Layton ist eine Stadt im Davis County im US-Bundesstaat Utah. Es ist die größte Stadt im County. Das U.S. Census Bureau hat bei der Volkszählung 2020 eine Einwohnerzahl von 81.773 ermittelt.

## Geographie
Der Ort bedeckt eine Fläche von 54 km², davon sind 0,3 km² Wasserflächen. Die Ortshöhe beträgt 4.356 Fuß (ca. 1.328 m) über NN. Nach Angaben des US Census Bureau hatte die Stadt im Jahr 2000 ca. 58.474 Einwohner. Bis zum Jahr 2004 erhöhte sich die Einwohnerzahl auf 61.205.
Layton liegt ca. 11 Meilen (ca. 18 km) südlich von Ogden und 23 Meilen (ca. 37 km) nördlich von Salt Lake City. Die Stadt wird östlich begrenzt durch die Wasatch Mountains und westlich des Großen Salzsees. Diese Region ist durch starke Westwinde bekannt.

## Geschichte
Um 1850 siedelten die ersten Mormonen im Gebiet um Kaysville-Layton. 1882 siedelten zwei Farmer einigen Meilen nördlich von Kaysville. Das Gebiet wurde zuerst Kays Creek genannt und seit 1886 als Layton bezeichnet. Die Siedlung wurde nach Christopher Layton, einem frühen Siedler, benannt.

### Einwohnerentwicklung
| Jahr | Einwohner¹ |
| ---- | ---------- |
| 1980 | 22.862     |
| 1990 | 41.784     |
| 2000 | 58.474     |
| 2010 | 67.525     |
| 2020 | 81.773     |

¹ 1980–2020: Volkszählungsergebnisse

## Statistik
- Das durchschnittliche Familieneinkommen beträgt 57.193 Dollar.
- Das durchschnittliche Alter in der Stadt beträgt 27 Jahre.

## Söhne und Töchter der Stadt
- William A. Dawson (1903–1981), Politiker
- Christine Cavanaugh (1963–2014), Schauspielerin und Synchronsprecherin
- Trevor Milton (* 1982), Unternehmer
- Benjamin Patch (* 1994), Volleyballspieler
- John Collins (* 1997), Basketballspieler
- Julian Blackmon (* 1998), American-Football-Spieler
- Courtney Wayment (* 1998), Hindernisläuferin